# Alair Cruz Vicente
Alair Cruz Vicente (* 19. April 1981 in Aracruz) ist ein brasilianischer Fußballspieler.

## Karriere
Seine Karriere begann Cruz Vicente 2001 beim niederländischen Verein AZ Alkmaar, wo er für drei Jahre unter Vertrag stand. 2004 wechselte er zum FC Volendam. Nach drei Jahren unterschrieb er einen 6-Jahres-Vertrag beim SC Veendam. Von 2012 bis 2015 war er bei den Vereinen AGOVV Apeldoorn, Sparta Rotterdam, FC Den Bosch und Telstar unter Vertrag. Von 2015 bis 2017 arbeitete er auf einer Kaffeeplantage seiner Eltern in Brasilien und machte eine Ausbildung in der Buchhaltung.
2018 nahm ihn der brasilianische Verein EC Aracruz unter Vertrag. Im August 2018 wechselte er in die Niederlande zum FC Nieuweschans. Seit 1. August 2019 steht er beim deutschen Verein VfL Germania Leer unter Vertrag.